# Bisdom Saint-Brieuc

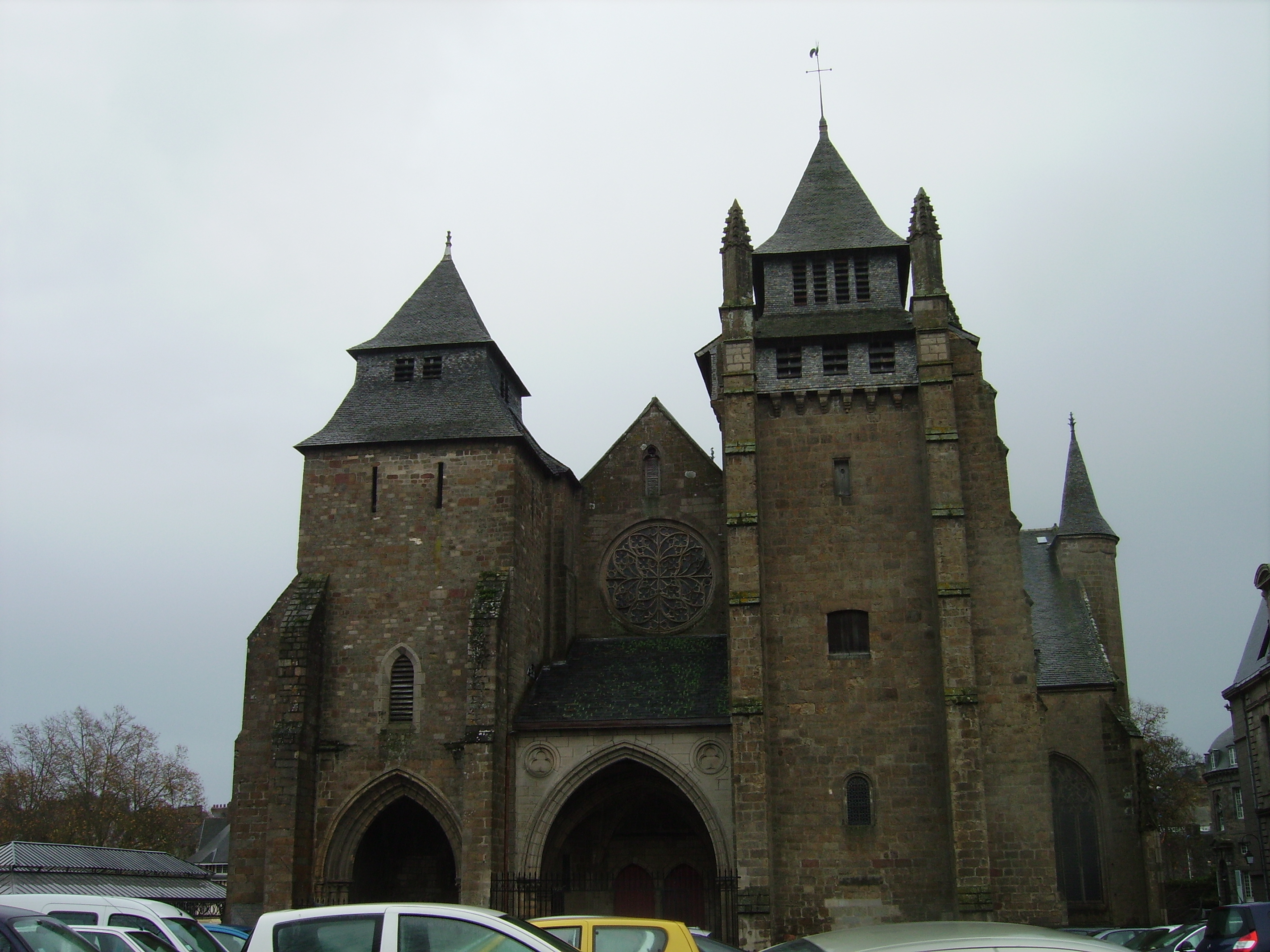
De kathedraal Saint-Étienne

Het bisdom Saint-Brieuc (en Tréguier) (Latijn: Dioecesis Briocensis; Frans: Diocèse de Saint-Brieuc) is een rooms-katholiek bisdom in Frankrijk met als zetel Saint-Brieuc (Bretagne). Het bisdom heeft een oppervlakte van 6.867 km² en omvat het grondgebied van het departement Côtes-d’Armor. Het is suffragaan aan het aartsbisdom Rennes.
In 2022 telde het bisdom 595.000 katholieken op een totale bevolking van 613.000, of 97,1% van de bevolking. Het bisdom telde 48 parochies, bediend door 105 diocesande priesters en 37 permanente diakens.

## Geschiedenis

Het bisdom Saint-Brieuc binnen Frankrijk

Het oude bisdom Saint-Brieuc gaat terug tot de vijfde eeuw. Rond 485 zou de Britse monnik Brieuc zich in Bretagne hebben gevestigd met tachtig gezellen. De huidige kathedraal werd vanaf 1210 gebouwd. Het bisdom Saint-Brieuc in zijn huidige vorm ontstond na het Concordaat van 1801 tussen Napoleon en paus Pius VII. Er werden delen van de vroegere bisdommen Dol, Tréguier en Saint-Malo bij het oude bisdom Saint-Brieuc gevoegd. Het bisdom, dat voortaan samenviel met het departement Côtes-d'Armor, werd officieel opgericht op 10 april 1802. De taalgrens tussen het Gallo in het oosten en het Bretons in het westen liep dwars door het bisdom. Tot 1859 maakte het bisdom deel uit van de kerkprovincie Tours; daarna kwam het onder het nieuwe aartsbisdom Rennes. In de 19e eeuw werden verschillende nieuwe religieuze congregaties opgericht in het bisdom. Een nieuw grootseminarie werd geopend in 1927. Het bleef in gebruik tot 1969. In 2017 verhuisden de diensten van het bisdom naar dit gebouw (Maison Saint-Yves). Vanaf 1997 werd het aantal parochies sterk herleid van 416 naar 70 in 1997 en verder tot 48 in 2018.

## Kerken
De zetelkerk is de kathedraal Saint-Étienne in Saint-Brieuc. Deze kerk is sinds 1875 ook een basiliek. Daarnaast telt het bisdom nog vijf andere kerken met de titel basilica minor:
- Basiliek Notre-Dame de Bon Secours in Guingamp (1899)
- Basiliek Notre-Dame de Délivrance in Quintin (1933)
- Basiliek Notre-Dame d’Espérance in Saint-Brieuc (1902)
- Basiliek Saint-Sauveur in Dinan (1943)
- Kathedraal Saint-Tugdual in Tréguier (1947)

Het bisdom heeft ook een Maria-oord, het Sanctuaire Notre Dame de Toute-Aide in Querrien (La Prénessaye). De Maria-verschijning hier in 1652 werd erkend door de katholieke kerk.

## Bisschoppen
Sinds de heroprichting in 1801:
- Jean-Baptiste-Marie Caffarelli (1802-1815)
- Mathias Le Groing de La Romagère (1819-1841)
- Jacques-Jean-Pierre Le Mée (1841-1858)
- Guillaume-Elisée Martial (1858-1861)
- Augustin David (1862-1882)
- Eugène-Ange-Marie Bouché (1882-1888)
- Pierre-Marie-Frédéric Fallières (1889-1906)
- Jules-Laurent-Benjamin Morelle (1906-1923)
- François-Jean-Marie Serrand (1923-1949)
- Armand Coupel (1949-1961)
- François-Louis-Marie Kervèadou (1961-1976)
- Pierre Kervennic (1976-1991)
- Lucien Fruchaud (1992-2010)
- Denis Moutel (2010- )

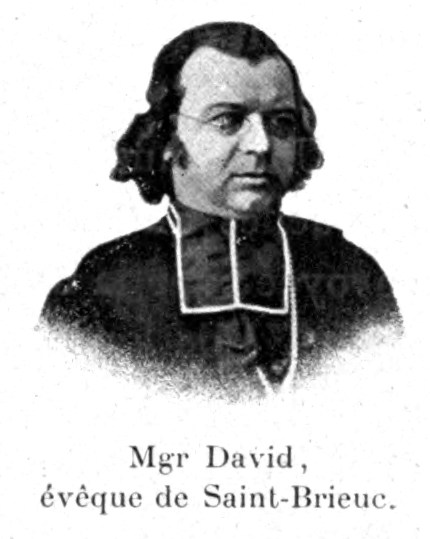
Augustin David
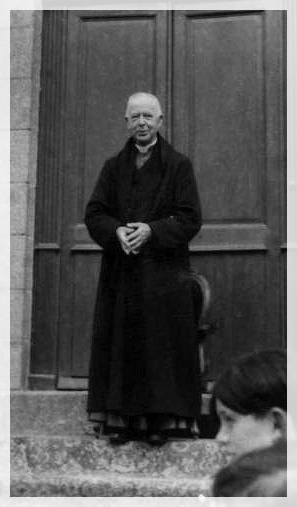
François-Jean-Marie Serrand
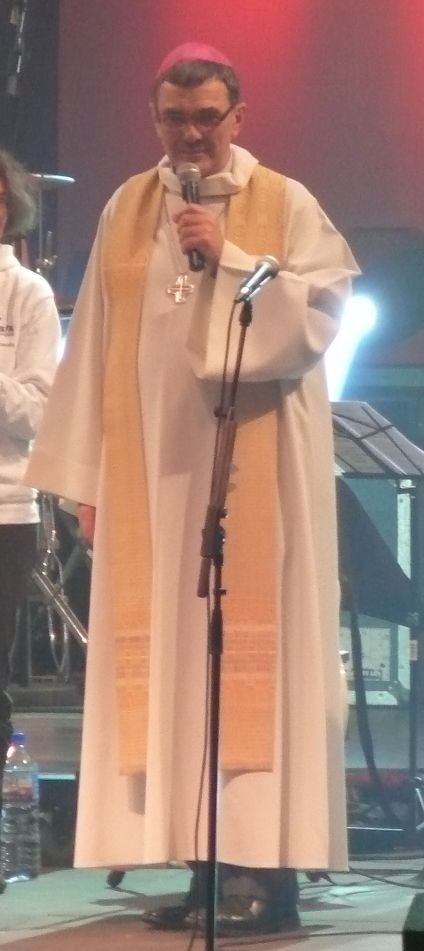
Denis Moutel

Rennes (aartsbisdom) · Angers · Laval · Le Mans · Luçon · Nantes · Quimper · Saint-Brieuc · Vannes